# Coniopteryx virgina
Coniopteryx virgina är en insektsart som beskrevs av Meinander 1990. Coniopteryx virgina ingår i släktet Coniopteryx och familjen vaxsländor. Inga underarter finns listade i Catalogue of Life.